# Loïc Masscho
Loïc Sébastien Masscho (2 oktober 2001) is een Belgisch voetballer die onder contract ligt bij RSC Anderlecht.

## Clubcarrière
Masscho maakte op jonge leeftijd de overstap van FC Sint-Martens-Latem naar KAA Gent. Bij Gent, waar hij samenspeelde met onder andere Nick Shinton en Matisse Samoise, werd hij omgevormd van flankaanvaller tot flankverdediger.
In 2014 ruilde hij de jeugdopleiding van Gent voor die van RSC Anderlecht. In zijn eerste seizoen bij Anderlecht werd hij al kampioen met de U15. In mei 2018 was Masscho een van de elf Anderlecht-jeugdspelers die onder veel media-aandacht een profcontract kregen. In juni 2021 ondertekende hij een contractverlenging bij Anderlecht.
Masscho werd in juni 2020 genoemd als een van de Anderlecht-jongeren die mogelijk zou worden uitgeleend aan Lommel SK, maar uiteindelijk kwam het niet tot een samenwerking tussen Anderlecht en Lommel. Op 14 augustus 2022 maakte Masscho uiteindelijk zijn profdebuut in het shirt van RSCA Futures, het beloftenelftal van Anderlecht dat vanaf het seizoen 2022/23 aantreedt in Eerste klasse B. 

## Clubstatistieken
| Seizoen         | Club            | Land            | Competitie      | Competitie | Competitie | Beker | Beker | Supercup | Supercup | Europees | Europees | Totaal | Totaal |
| Seizoen         | Club            | Land            | Competitie      | Wed.       | Dlp.       | Wed.  | Dlp.  | Wed.     | Dlp.     | Wed.     | Dlp.     | Wed.   | Dlp.   |
| --------------- | --------------- | --------------- | --------------- | ---------- | ---------- | ----- | ----- | -------- | -------- | -------- | -------- | ------ | ------ |
| 2022/23         | RSCA Futures    | Vlag van België | Eerste klasse B | 17         | 0          | —     | —     | —        | —        | —        | —        | 17     | 0      |
| Carrière totaal | Carrière totaal | Carrière totaal | Carrière totaal | 17         | 0          | 0     | 0     | 0        | 0        | 0        | 0        | 17     | 0      |

Bijgewerkt op 24 januari 2023.